# Helena Szalay
Helena Szalay, née Helena Skłodowska le 20 avril 1866 à Varsovie et morte le 6 février 1961 dans cette même ville, est une éducatrice polonaise, inspectrice des écoles de Varsovie, militante pour l'éducation et membre du comité d'élection des femmes du parti politique de l'Union nationale d'État. Elle est connue pour ses mémoires au sujet de sa sœur, Marie Curie, et pour l'école pour filles qu'elle a créée à Varsovie.

## Biographie
Helena est née le 20 avril 1866 à Varsovie, de Władysław Skłodowski et Bronisława Skłodowska, tous deux enseignants. Elle avait trois sœurs, Zofia, Bronisława et Marie, et un frère, Józef. Ses parents étaient des patriotes polonais, appauvris par leur engagement pour l'indépendance, en particulier lors du soulèvement de 1863-1865, et la famille vivait dans des conditions difficiles. Après que son père a été limogé par les autorités russes pour ses opinions nationalistes, les Skłodowski ont dû accueillir des pensionnaires pour compléter leurs revenus. Après la naissance de Marie en 1867, leur mère a pris sa retraite de la direction d'un pensionnat pour filles à Varsovie. En 1875, sa sœur aînée Zofia meurt du typhus contracté auprès d'un locataire, et leur mère succombe à la tuberculose en 1878.
Helena a fréquenté l'école de Jadwiga Sikorska à Varsovie et a obtenu un diplôme de gouvernante. Elle a enseigné les mathématiques au lycée Hoffmanowa. Socialement active, elle appartenait dans sa jeunesse à l'organisation clandestine Kolo Kobiet Korony i Litwy, dont le but était d'éduquer les jeunes travailleurs et de lever des fonds pour leur soutien politique. Grâce à ses contacts dans la communauté aisée dont elle s'occupait des enfants, elle s'est également impliquée dans le théâtre amateur et a même envisagé de devenir elle-même comédienne professionnelle.
L'enseignement supérieur étant devenu restreint sous la domination russe, en particulier pour les femmes, Helena et ses sœurs ont dû fréquenter l'Université volante, une organisation clandestine d'études supérieures, à Varsovie.
En 1891, Bronisława se marie à Paris. Parmi les participants à la cérémonie civile se trouvait Stanislas Szalay, un chimiste, qui allait devenir le mari d'Helena. En 1894, Marie était diplômée de la Sorbonne et envisageait un retour en Pologne. Elle souhaitait rejoindre l'université Jagellonne de Cracovie. Anticipant cela, Helena, qui était tutrice privée pour la famille Bujwid, qui a déménagé à Cracovie en 1893, a écrit à la faculté de philosophie de l'université Jagellonne, lui demandant si sa sœur pouvait donner des séminaires en chimie inorganique et en physique expérimentale. La demande a été refusée en 1894.
Cette même année, le deuxième Congrès des éducateurs du Royaume de Pologne a eu lieu. L'enseignement en polonais n'était dispensé que dans la partie austro-hongroise du pays, tandis que le reste du pays avait un enseignement obligatoire en russe. La question de l'éducation secondaire et supérieure des femmes a été soulevée. Helena, avec Paulina Kuczalska-Reinschmit, Stefania Sempołowska et d'autres, a présenté son point de vue. Les vues du comité ont été adoptées dans les résolutions finales du congrès.
En 1896, Helena a épousé Stanislas Szalay. Leur fille Hanna est née l'année suivante.
En 1913, elle est devenue directrice d'une école de Varsovie. Elle a créé et dirigé plusieurs écoles primaires dans les années 1920 et 1930, se concentrant sur l'apprentissage systématique et préparant les élèves à l'enseignement secondaire. Par la suite, elle est devenue inspectrice des écoles.
Stanislas Szalay, qui a souffert pendant plusieurs années de troubles psychiques, est décédé en janvier 1920. Sa fille, Hanna, a également souffert de dépression et est décédée jeune.
Après la Seconde Guerre mondiale, Helena a continué à enseigner pendant plusieurs années, jusqu'à 80 ans révolus. Dans sa vieillesse, sa petite-fille Elżbieta Staniszkis a vécu avec elle et s'est occupée d'elle.
Helena, avec ses frères et sœurs Bronisława et Józef, avait rassemblé des papiers, des lettres et d'autres documents d'archives en relation avec leur sœur Marie et les avait conservés à l'Institut du radium de Varsovie. La plupart d'entre eux ont été perdus pendant le soulèvement de Varsovie. Elle réussit à publier Ze Wspomnień o Marii Skłodowskiej-Curie, ses mémoires de sa sœur scientifique, en 1958,.
Helena Szalay est morte le 6 février 1961 à l'âge de 95 ans.

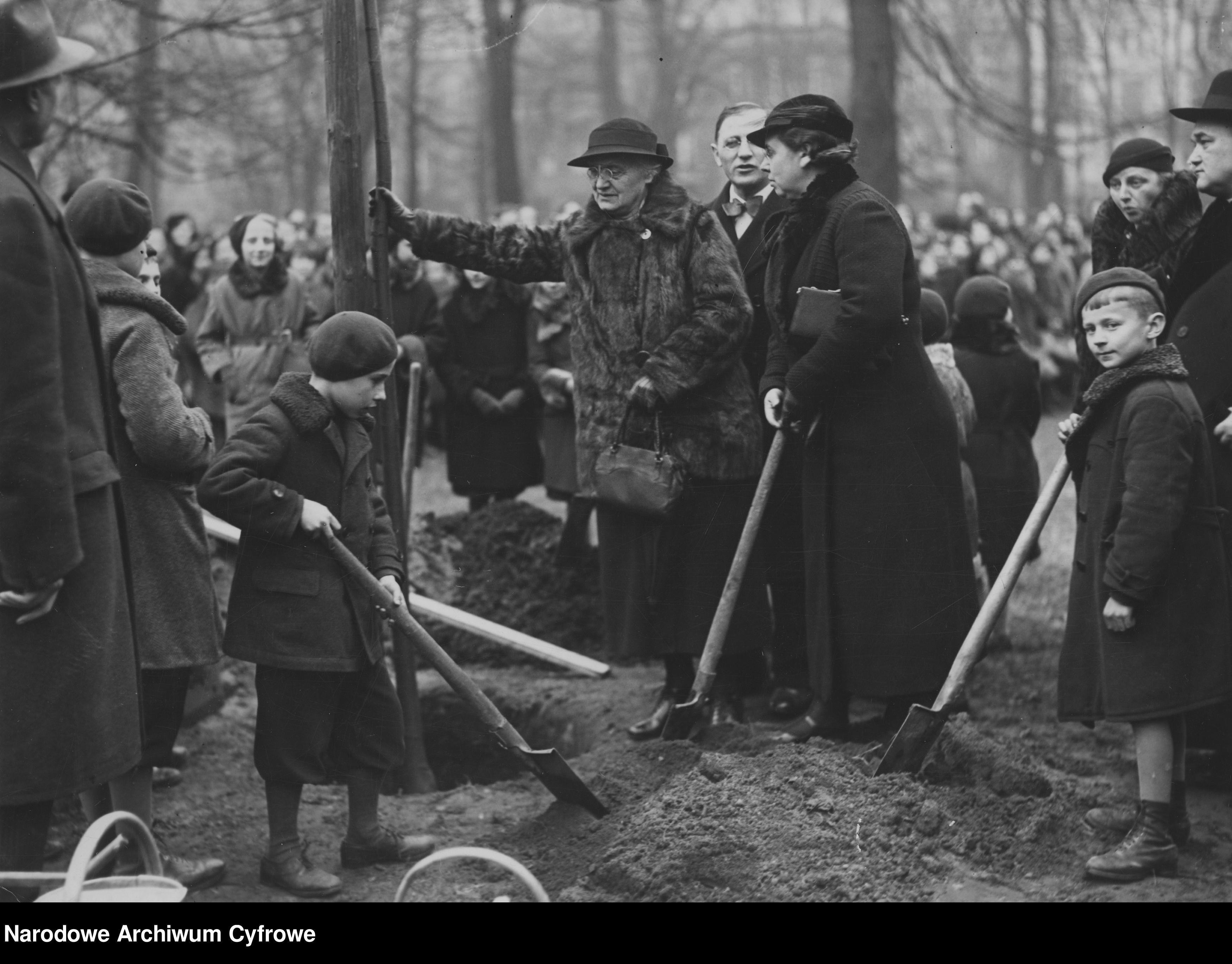
Helena Sklodowska-Szalay et ses élèves, en avril 1935.